# جورج بارتليت (لاعب دوري الرغبي)
جورج بارتليت (بالإنجليزية: George Bartlett)‏ هو لاعب دوري الرغبي أسترالي، ولد في 24 أكتوبر 1968 في أستراليا.